# Amina Sow Mbaye
Pour les articles homonymes, voir Mbaye.
Amina Sow Mbaye est une romancière, poète, nouvelliste sénégalaise née le 25 septembre 1937 à Saint-Louis et morte le 28 janvier 2021 dans la même ville.

## Biographie
Amina Sow Mbaye grandit à Fatick où elle apprend le Pullaar et le Sérère en plus de sa langue maternelle, le Wolof. Elle poursuit ses études au collège Ameth Fall, à Saint-Louis, est nommée institutrice à Dagana puis à Saint-Louis. En 1987, elle est nommée directrice de l'École d'application des Écoles normales régionales de Saint-Louis. En 1991, elle devient présidente de la Fédération des associations féminines du Sénégal. 
Amina Sow Mabye se distingue également dans le domaine sportif, en basket et en athlétisme, qu'elle a pratiqué dès le collège. Elle est la première femme sénégalaise à avoir été arbitre diplômée, et a été par ailleurs championne du Sénégal du 400 mètres plat et vice-championne d’Afrique-Occidentale française.
Amina Sow Mbaye a eu onze enfants — dont Pape Samba Sow, connu sous le nom de scène « Zoumba », comédien et humoriste.
Elle décède le 28 janvier 2021 à Saint-Louis à l'âge de 83 ans.

## Œuvres
- Mademoiselle, Paris, Edicef, 1984, 159 p. (ISBN 2-850-69381-2)
- Pour le sang du mortier, Saint-Louis, Xamal, 2001, 95 p. (ISBN 2844020305)
- Petit essai sur la vieillesse : Suivi de : Les Bulles, Saint-Louis, Chez l'auteur, 2007, 116 p.